# Hora Matky Boží
Hora Matky Boží (německy Marienberg či Muttergottesberg, původní název byl Lysá hora) je vrch v Hanušovické vrchovině asi 1,5 kilometru východně od města Králíky v katastru obce Dolní Hedeč. Nachází se zde klášter a hlavní poutní místo královéhradecké diecéze. Se svou výškou 765 metrů tvoří přirozenou dominantu krajiny. V roce 2018 byl celý areál prohlášen národní kulturní památkou České republiky.

## Historie poutního místa

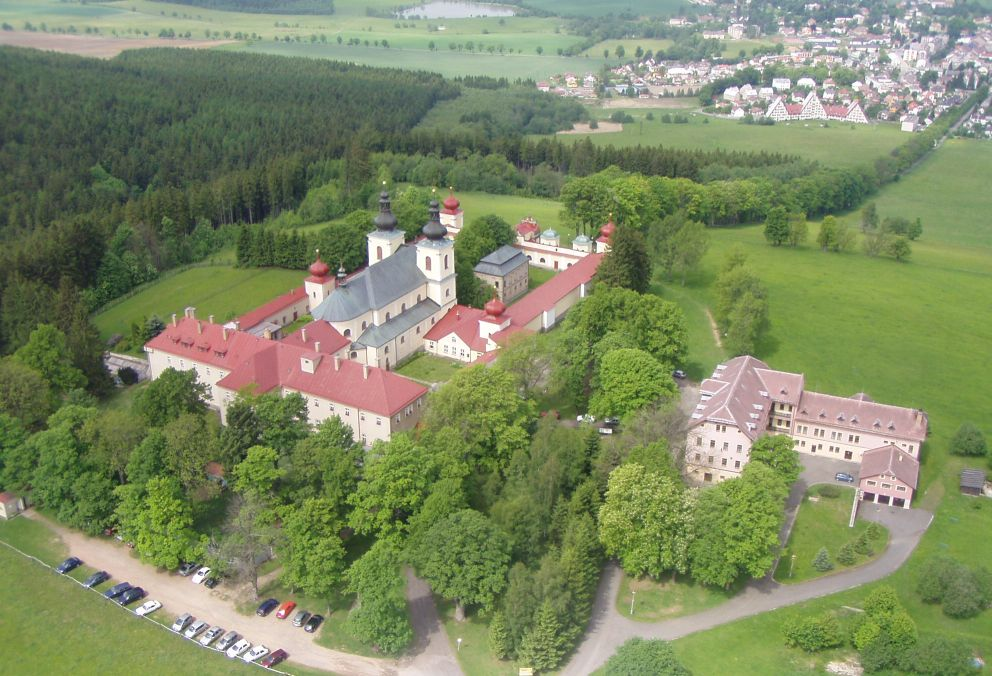
Letecký pohled na klášter

Vznik poutního místa je úzce spjat s králickým rodákem a královéhradeckým biskupem Tobiášem Janem Beckerem (1646–1710). Již jako malý chlapec chodíval s ostatními dětmi na Lysou horu (název získala díky tomu, že byla pustá a bez porostu), kde se společně modlili a zpívali mariánské písně. Již tehdy si umínil, že až vyroste, postaví na této hoře kostel. Když se stal knězem a následně svatovítským kanovníkem, připomenul mu slib tehdejší farář v Králíkách P. Schliemann. Když následně zjistil, že oblíbenost Lysé hory mezi poutníky stoupá i díky tomu, že se krajem šířily zvěsti o tajemných úkazech, především o tajemné záři vycházející z kopce a osvětlující celé okolí, začal roku 1696 Tobiáš Becker stavět trojlodní kostel (Nanebevzetí Panny Marie), který byl dokončen roku 1700. Téhož roku byl do kostela umístěn milostný obraz Panny Marie Sněžné (podle originálu z římského chrámu Santa Maria Maggiore, o němž se věřilo, že jej namaloval evangelista svatý Lukáš). Obraz se stal srdcem poutního místa, a Lysá hora dostala nové jméno – Hora Matky Boží. V letech 1701–1704 nechal Tobiáš Becker (tou dobou čerstvě vysvěcený biskup) vybudovat čtyřkřídlý ambit, za nímž v letech 1706–1710 zřídil klášter servitů, tj. služebníků Panny Marie. Přístupovou cestu z Králík nechal zkrášlit osmi šestibokými kaplemi křížové cesty, ve kterých byl umístěn soubor unikátních barokních plastik z pašijových scén. Dřevěné polychromované sochy v nadživotní velikosti byly vytvořeny kolem roku 1740 neznámým autorem, pravděpodobně žákem Matyáše Bernarda Brauna. Od roku 1986 je soubor soch umístěn v kostele svatého Mikuláše ve Vraclavi. Již v roce 1710 přišlo na Horu Matky Boží deset tisíc poutníků, v čele se třemi hrabaty a biskupem, prosit o záchranu před morem. Časem počet poutníků neustále rostl, přičemž hlavních poutí se účastnilo i přes sto tisíc věřících.

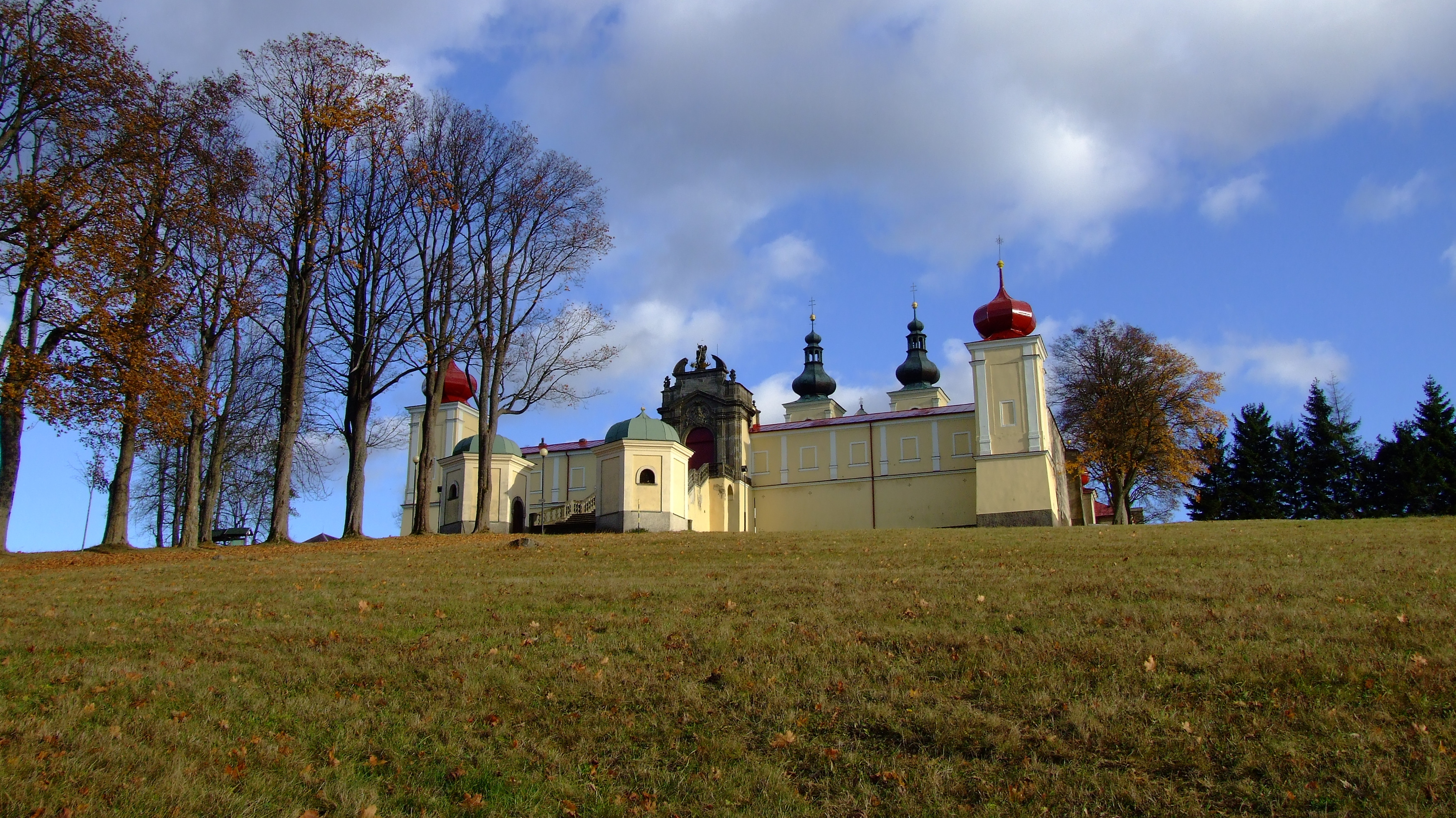
Pohled na poutní komplex ze západu

V noci ze 7. na 8. srpna 1846 udeřil do kostela blesk a ten vyhořel. Milostný obraz zachránil P. Bernard s nasazením vlastního života, ale výzdoba poutního kostela z velké části vzala zasvé. Roku 1883 byl klášter za kostelem zrušen a do uprázdněné budovy se nastěhovali redemptoristé, kteří zde zůstali až do roku 1950. Následně zde byl zřízen jeden z tzv. centralizačních klášterů pro řeholníky, kteří byli komunistickým režimem vyhnáni z jejich působišť, po roce 1960 potom domov pro řeholnice. Chrám v komunistické éře chátral, ale naštěstí přežil bez významnějších škod. Po roce 1990 se poutní místo podařilo díky finančním prostředkům řádu redemptoristů a posléze i ze státního rozpočtu opravit. Již v roce 1988 navštívil Horu Matky Boží německý důchodce Franz Jentschke (1925–2018), rodák z Králík, následně založil pro obnovu poutního místa nadaci a rovněž se o jeho opravu významně zasloužil. V roce 2004 byl jmenován čestným občanem města Králíky.
V sousedství poutního chrámu byl v roce 1993 otevřen i Poutní dům. Od roku 2002 do roku 2013 byl původní klášter sídlem řádu redemptoristů, který pořádal Lidové misie. V roce 2013 redemptoristé z kláštera na Hoře Matky Boží odešli, vzhledem k nedostatku členů řádu a množství míst, o které se v Česku starají. Duchovní správu převzalo Biskupství královéhradecké. V soutěži o Alej roku v České republice za rok 2023 vyhrála lipová alej vedoucí ke klášteru Hora Matky Boží, která byla vysázena už v roce 1705. Lipová alej s poutní křížovou cestou vede z okraje města Králíky vzhůru k poutnímu areálu. Její součástí je osm barokních šestibokých kaplí. Na mobilní aplikaci Smart Guide jsou k dispozici např.překlady latinských nápisů a také popisy výjevů z utrpení Ježíše Krista ve všech kaplích na poutní cestě. V ose aleje je od vstupního portálu do kláštera (se sochou sv.Archanděla Michaela) vidět věž kostela sv.Michaela v Králíkách. V něm byl v 17. století pokřtěn místní rodák, zakladatel kláštera a pozdější královéhradecký biskup Jan Tobiáš Becker. Na opravě kaplí se podíleli také někdejší rodáci, bývalí někdejší obyvatelé Králicka, kteří přispívali do nadace Muttergotesberg-Stiftung, iniciátorem byl bývalý rodák Franz Jentschke

## Poutní komplex
- kostel Nanebevzetí Panny Marie
- ambity
- krypta
- kaple Svatých schodů
- klášter
- Poutní dům

Z centra Králík vede poutní alej s osmi kaplemi Křížové cesty, na kterou navazuje barokní schodiště ústící dvoukřídlou branou s honosným portálem na Nádvoří poutníků.

### Kostel Nanebevzetí Panny Marie

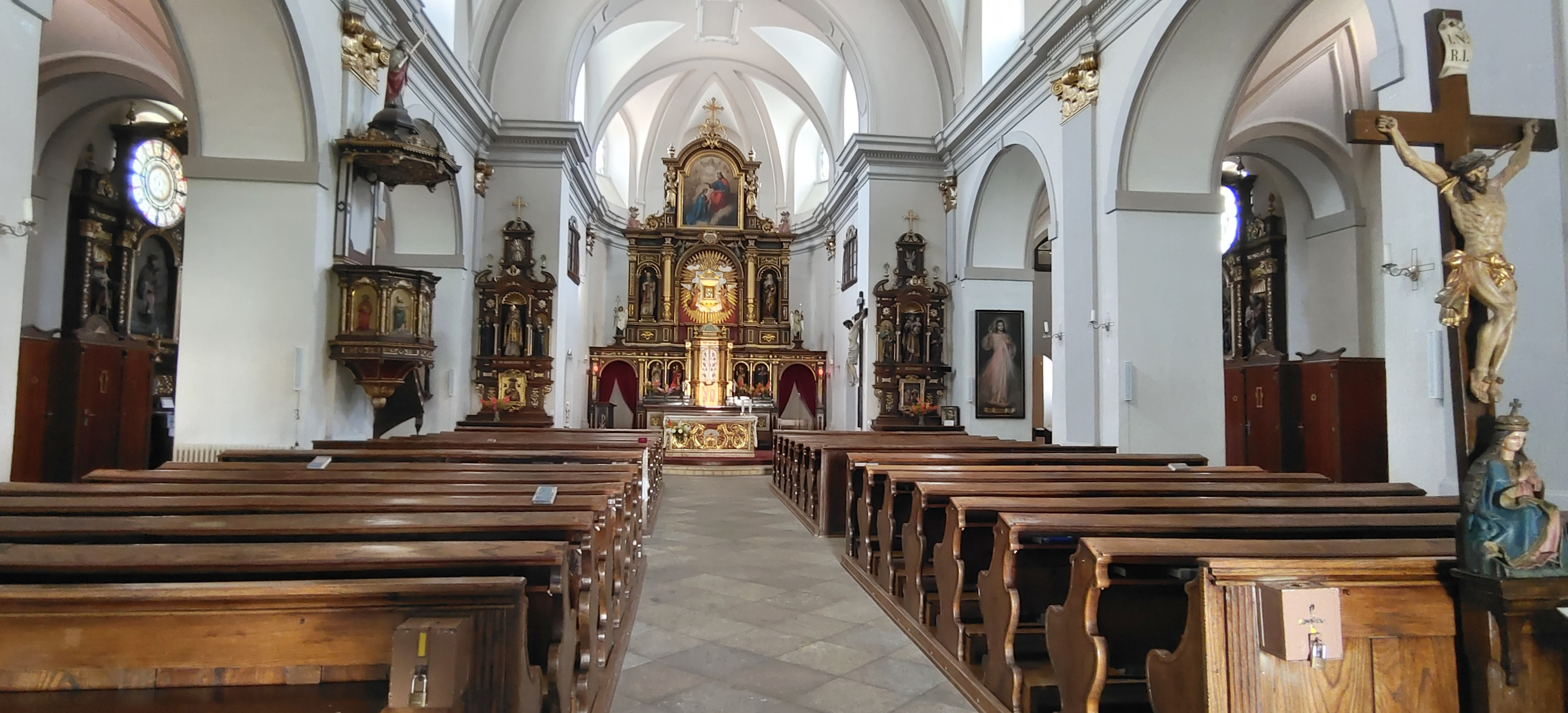
Kostel Nanebevzetí Panny Marie

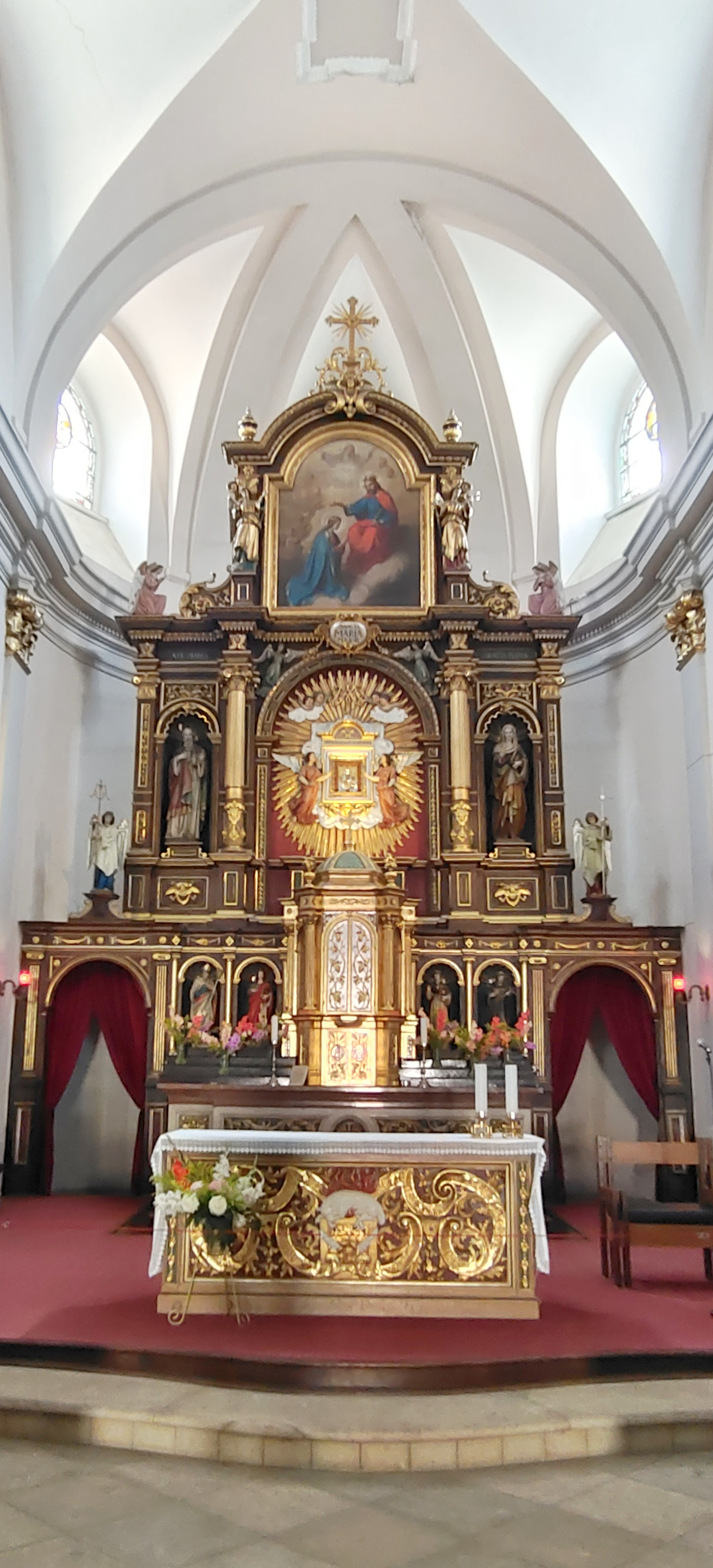
Hlavní oltář

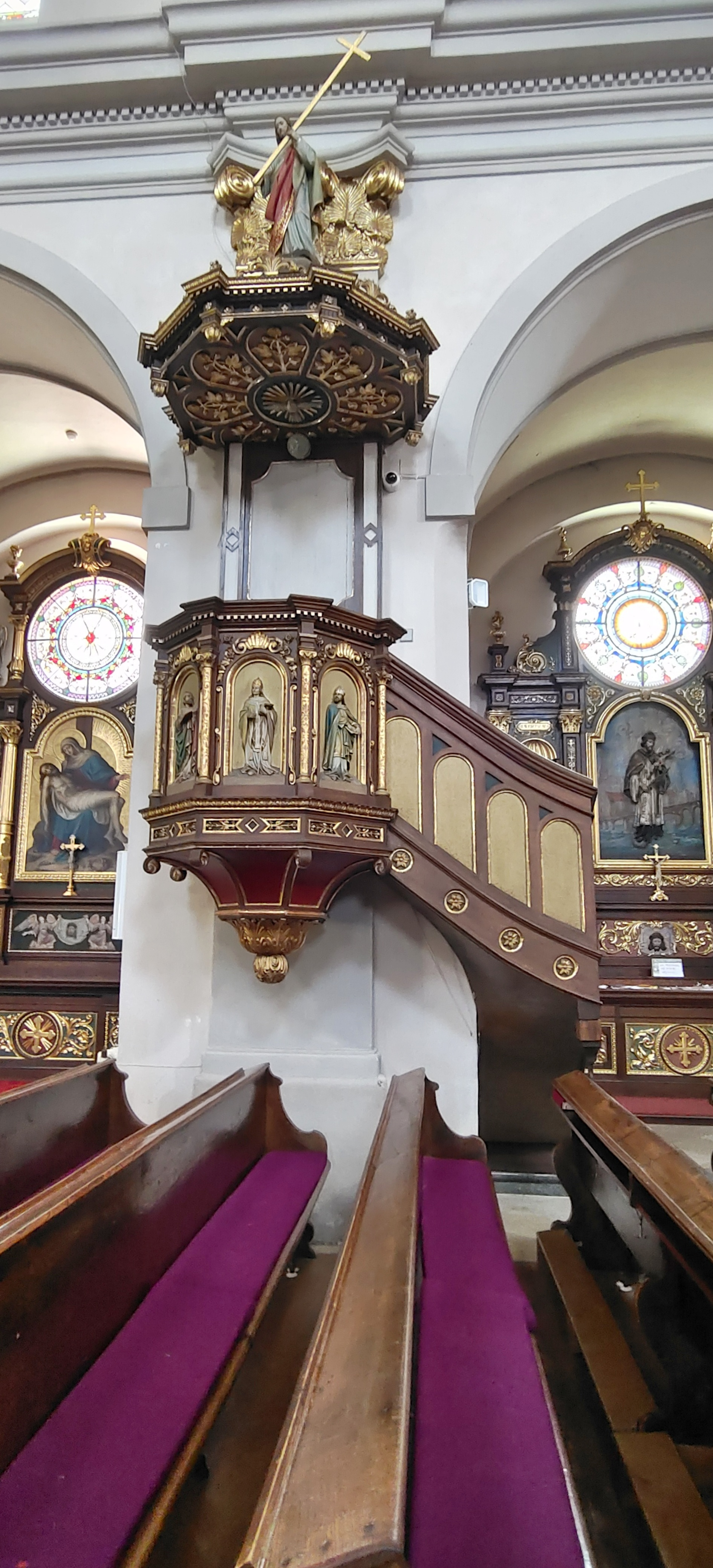
Ambon

Kostel Nanebevzetí Panny Marie je raně barokní kostel z let 1696–1700. Jedná se o trojlodní baziliku s dvouvěžovým průčelím, vedoucím na Nádvoří poutníků. Původní barokní mobiliář byl zničen velkým požárem v srpnu 1846. Nové vybavení v novorenesančním slohu získal v letech 1883–1907. Z původní barokní freskové výmalby interiéru kostela, zhotovené patrně v období po roce 1750, se dochovala pouze výmalba v jedné boční kaplí při presbytáři. Ve všech lodích se nachází originální keramická ornamentální dlažba z 19. století.
Celý zadní prostor presbytáře zaplňuje hlavní oltář ze 2. pol. 19. století z limbového dřeva. Spodní část oltáře se svatostánkem je zdobena čtyřmi menšími sochami svatého Alfonse, svatého Jana Evangelisty, svatého Dominika a svatého Františka. Ústřední prostor nad svatostánkem je věnován prezentaci milostného obrazu Panny Marie s Ježíškem, darovaný do kostela biskupem Tobiášem Janem Beckerem. Jedná se o drobnou olejomalbu, překrytou stříbrným plechem. Obraz vynášejí sošky andílků a doplňují ho sochy svatého Jáchyma a svaté Anny. V oltářním nástavci se nachází velký obraz Korunovace Panny Marie, dílo profesora Richtera z Kladska.

### Ambity
Čtyřboký dvůr, před kostelem Nanebevzetí Panny Marie, nazývaný Nádvoří poutníků, vymezují od roku 1704 vrcholně barokní klášterní ambity v podobě krytých chodeb. Proti průčelí kostela jsou akcentovány branou vedoucí na vstupní schodiště a Křížovou cestu z Králík. Průčelí je štítové, zdobené štukovou kartuší s latinským nápisem: „ECCE ENIM EX HOC BEATAM ME DICENT OMNES GENERATIONES“ a sochou Panny Marie. Na vnější straně brány je socha archanděla Michaela, potírajícího ďábla, na kterou navazuje balustrádové schodiště o sedmkrát sedmi schodech, které se ve spodní části větví do tří ramen. Bohatě zdobený portál, opatřený v dolní části dvoukřídlými vraty s obloukovým zakončením a lištovým ostěním, nese nad sebou znak biskupa Beckera. Ve spodní části znaku jsou tři břevna, na horním břevnu sedí holubice se zlatou ratolestí v zobáku, vrchní část štítu nese korunu prostoupenou biskupskou mitrou a ven obrácenou berlu. Vše završuje biskupský klobouk se šesti střapci na každé straně. Z důvodu nepříznivých povětrnostních podmínek jsou ambity uzavřené, původně však byly navrženy otevřené arkádami do dvora. Ambity jsou při kostele jednopodlažní a směrem na severozápad dvoupodlažní, vzhledem ke sníženému terénu. Na původním plánu i grafikách bylo první nadzemní patro prolomeno půlkruhově zakončenými okny a v místech věží obdélnými. Dnes nejsou okna patrná, v těchto místech se zachovaly pouze větrací průduchy. Ve všech čtyřech nárožních věžích jsou ve vnitřním trojboce zakončeném prostoru umístěny kaple. Chodby ambitů kryjí pultové střechy.

### Krypta
V podlaze jihozápadního křídla ambitu je otvor vedoucí do krypty ohraničený kovovou mříží. Kaplová krypta pochází z roku 1704. Dolů vede 30 cihlových schodů. Krypta je sklenuta stejně jako ambity křížově se slepými arkádami ve zdi. Místnost osvětluje jediné okno na jihozápadní straně. Druhá místnost se nachází přímo pod kaplí Křtu Krista, umístěné v nárožní věži. Zeď člení apsidové výklenky a z každé strany je prolomeno jedno malé půlkruhové okno. V první místnosti vpravo jsou pochováni ve zdi bratři a kněží, kteří působili v klášteře v letech 1700–1950. Z období internace v letech 1950–1960 jsou na tomto místě pochováni dva řádoví kněží a dva řádoví bratři. V druhé místnosti stojí drobný oltář se skleněnou rakví a sochou svatého Maxima.

### Kaple Svatých schodů

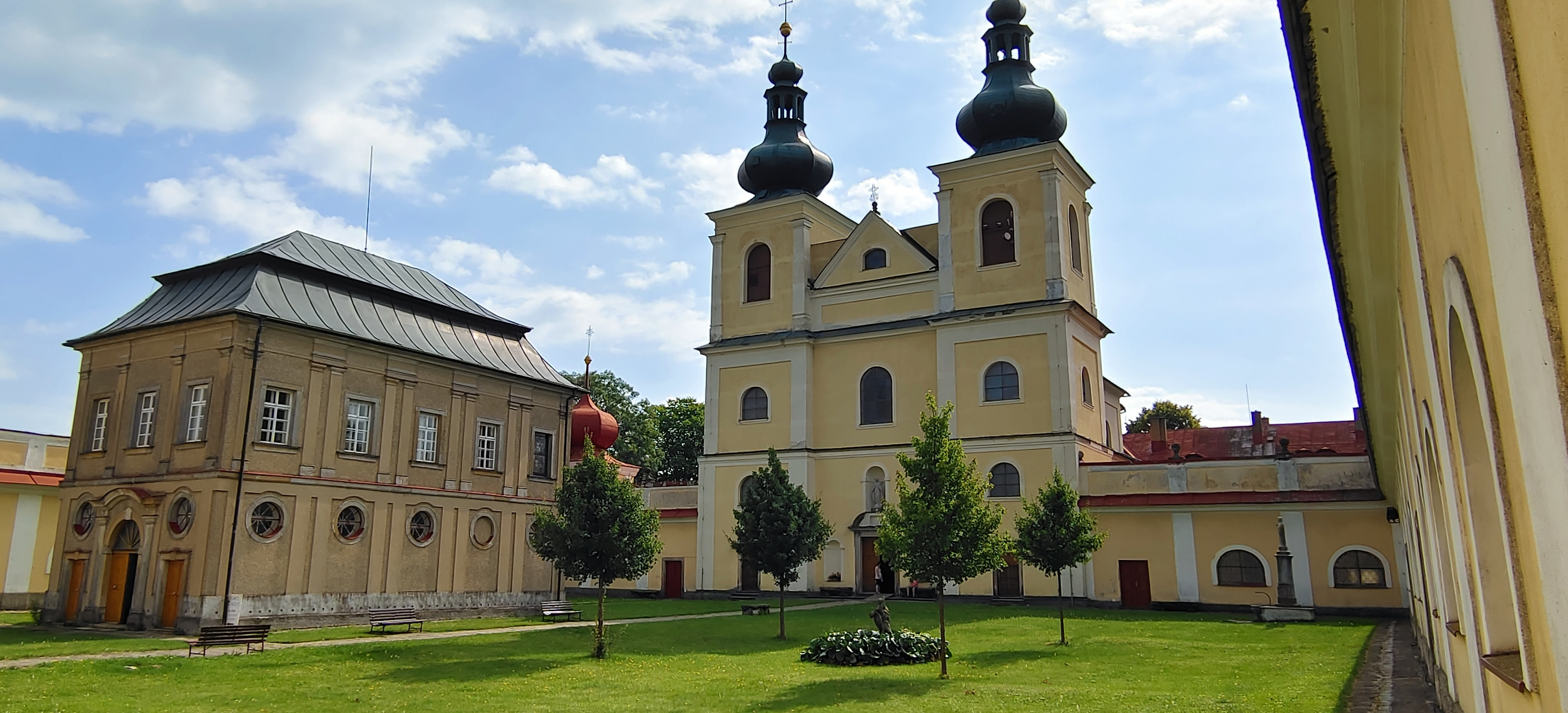
Nádvoří poutníků (uprostřed Kaple Svatých schodů)

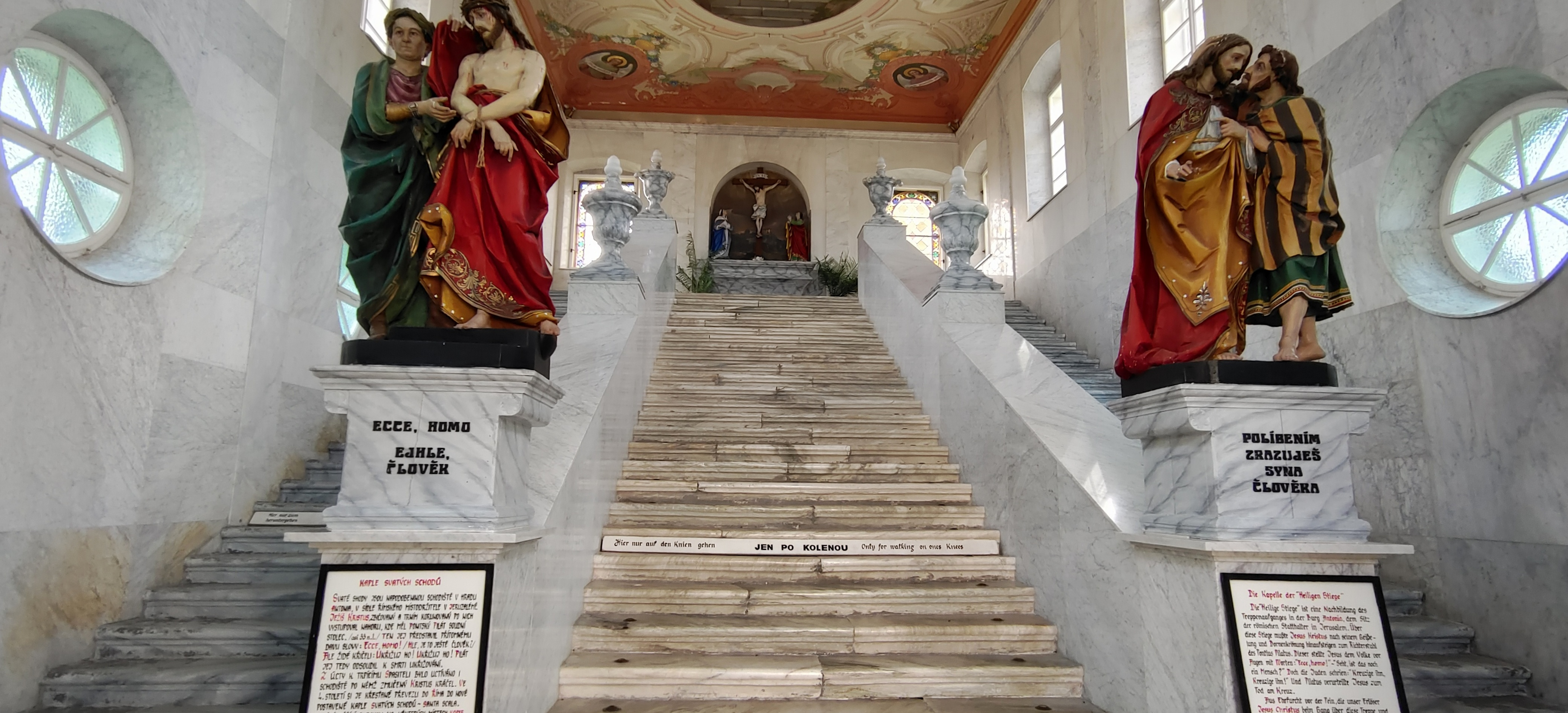
Kaple Svatých schodů

Kaple Svatých schodů byla vystavěna v roce 1710, po vzoru kaple Scala Santa v Římě. Jedná se o volně stojící obdélníkovou, jednopatrovou budovu na Nádvoří poutníků. Stavba je zastřešena valbovou mansardovou střechou, krytou eternitovými dílci. V přízemí jsou kruhová okna, v patře obdélná, osmitabulková. Omítka je provedena umělým kamenem v hnědošedém odstínu.
Uvnitř je napodobenina schodiště z paláce na hradě Antonie v Jeruzalémě, po kterých kráčel Ježíš Kristus k Pontiu Pilátovi.
Monumentální, přímočaré schodiště tvoří tři ramena, oddělena od sebe plným zábradlím, obloženým šedě žíhaným mramorem. Zábradlí schodišťových ramen je rozděleno dvojicemi hranolových sloupků na třetiny. Na čtyřech sloupcích v horních třetinách jsou osazeny rotační mramorové vázy, na sloupcích u paty schodiště je vpravo sousoší Jidáše a Krista, vlevo sousoší Krista a Piláta. Na průčelní stěně horní části kaple se nachází Kalvárie. Strop je pokryt freskou z roku 1899. Po prostředním schodišti se vystupuje pouze vkleče, po bočních se schází dolů. Interiér je obložen mramorem z Carrary.

### Klášter

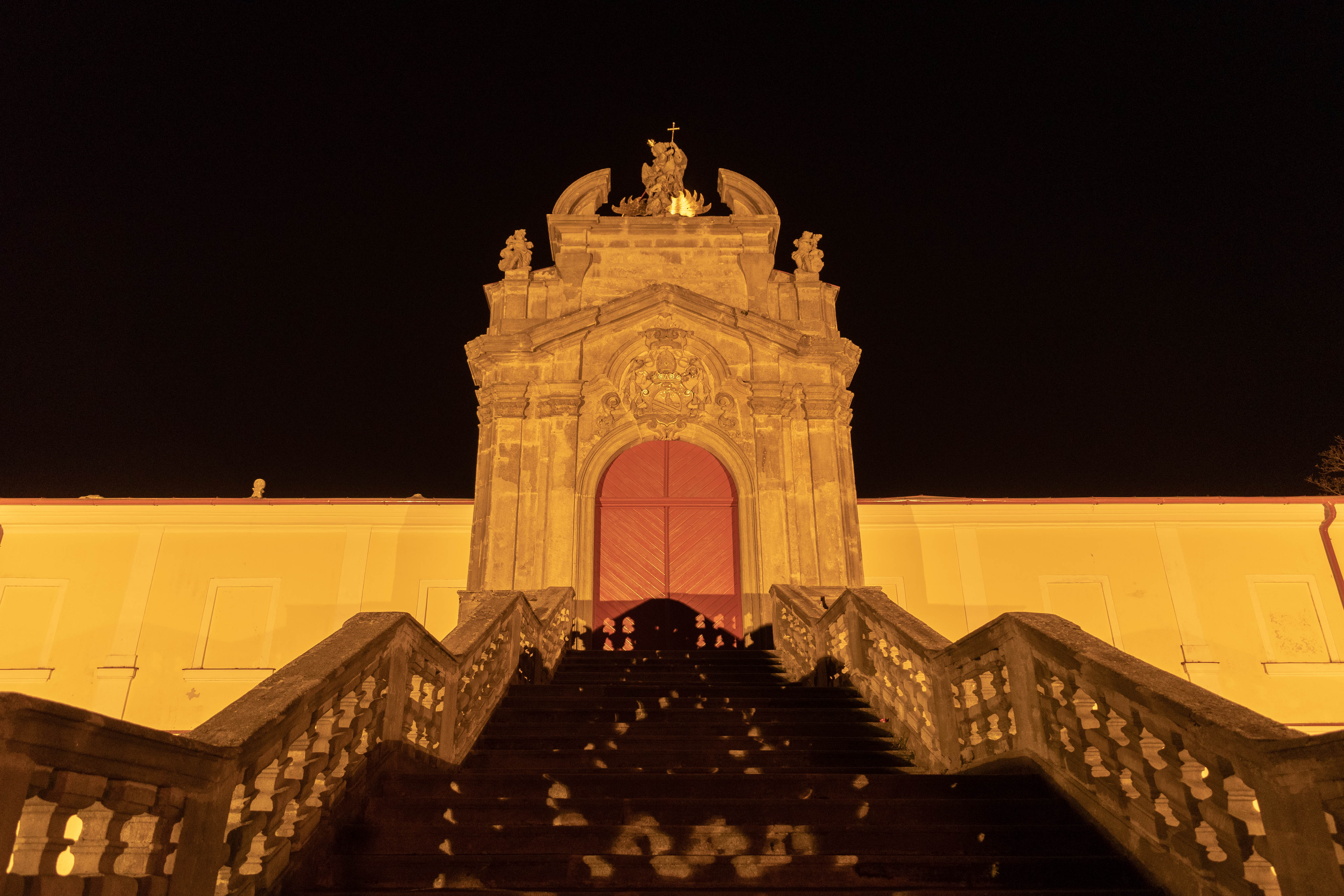
Portál vstupní brány na Nádvoří poutníků

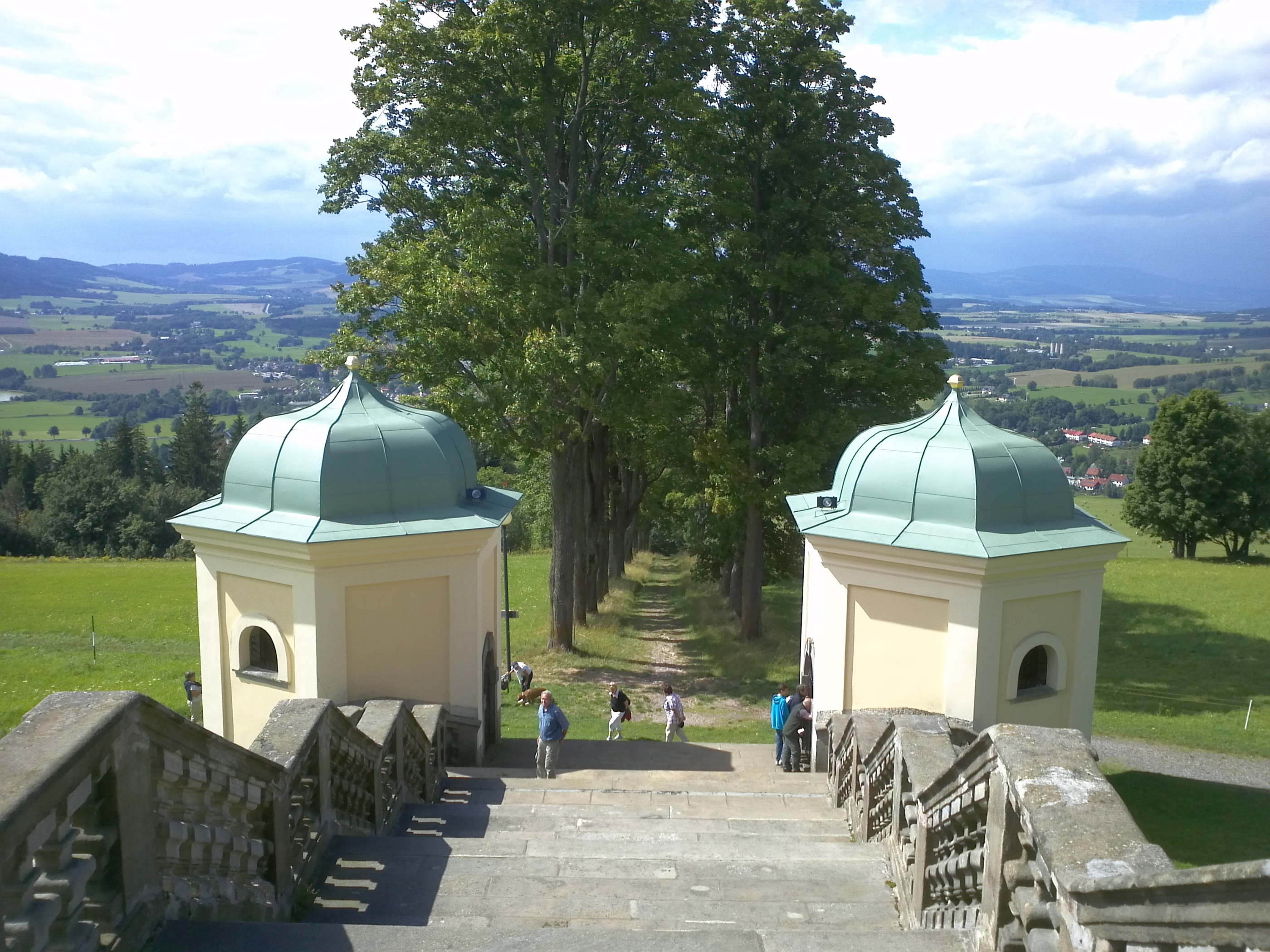
Klášterní schodiště a Křížová cesta

Součástí poutního areálu je i klášter, kde žili redemptoristé, kteří zde vystřídali servity, nyní spravuje klášter biskupství královéhradecké. V klášteře v době totality fungoval internační tábor pro mnichy. K internaci sloužila i budova dnešního Poutního domu. Řeholníci zde pracovali v zemědělství. Nějaký čas po likvidaci internačního tábora zde žily řeholnice. Po roce 1989 byl areál vrácen kongregaci redemptoristů a byla započata generální oprava objektu.
V letech 2002 až 2006 fungovala při klášteře misijní skupina, která konala lidové misie ve farnostech, do kterých ji zvali duchovní správcové. V roce 2006 byla tato skupina přesunuta do kláštera v obci Tasovice u Znojma, kde má své nové zázemí a může v misijní činnosti pokračovat. Posléze zde fungovala „tisková misie“ vydávající literaturu spojenou s redemptoristy.
Od poloviny roku 2009 byl klášter bez řeholní komunity, do 15. dubna 2012 tam žil jeden diecézní kněz obstarávající duchovní správu a o nedělích dojížděli vypomáhat kněží redemptoristé ze Svaté Hory u Příbrami. Od roku 2013 zde žije jeden diecézní kněz a současně zajišťuje duchovní správu.

### Poutní dům
Poutní dům byl postaven roku 1850 a jeho účelem bylo poskytovat pohostinství a nocleh poutníkům. V roce 1901 se stal spolu s přilehlým hospodářstvím majetkem redemptoristů, kteří část domu přestavěli. Objekt poskytoval přes 80 lůžek a také dvě prostory se slamníky, takže kapacita domu byla až 500 ubytovaných poutníků.
Těsně před druhou světovou válkou zde přebývali čeští vojáci a během války byl Poutní dům využit jako dočasné bydliště žen a dětí z Hamburku či jako zajatecký tábor pro anglické vojáky.
Komunistický režim 13. dubna 1950 v rámci Akce K změnil Poutní dům i s klášterem v internační tábor pro kněze a řeholníky, domy i pozemky byly bez souhlasu vlastníků zestátněny. Mnozí duchovní zde zůstali až do roku 1965, ačkoliv většina jich po roce 1960 odešla do civilních zaměstnání. Poté byl dům krátce využíván pro ubytovací účely státního statku a z hospodářských prostor se staly stáje. Další léta budova chátrala.

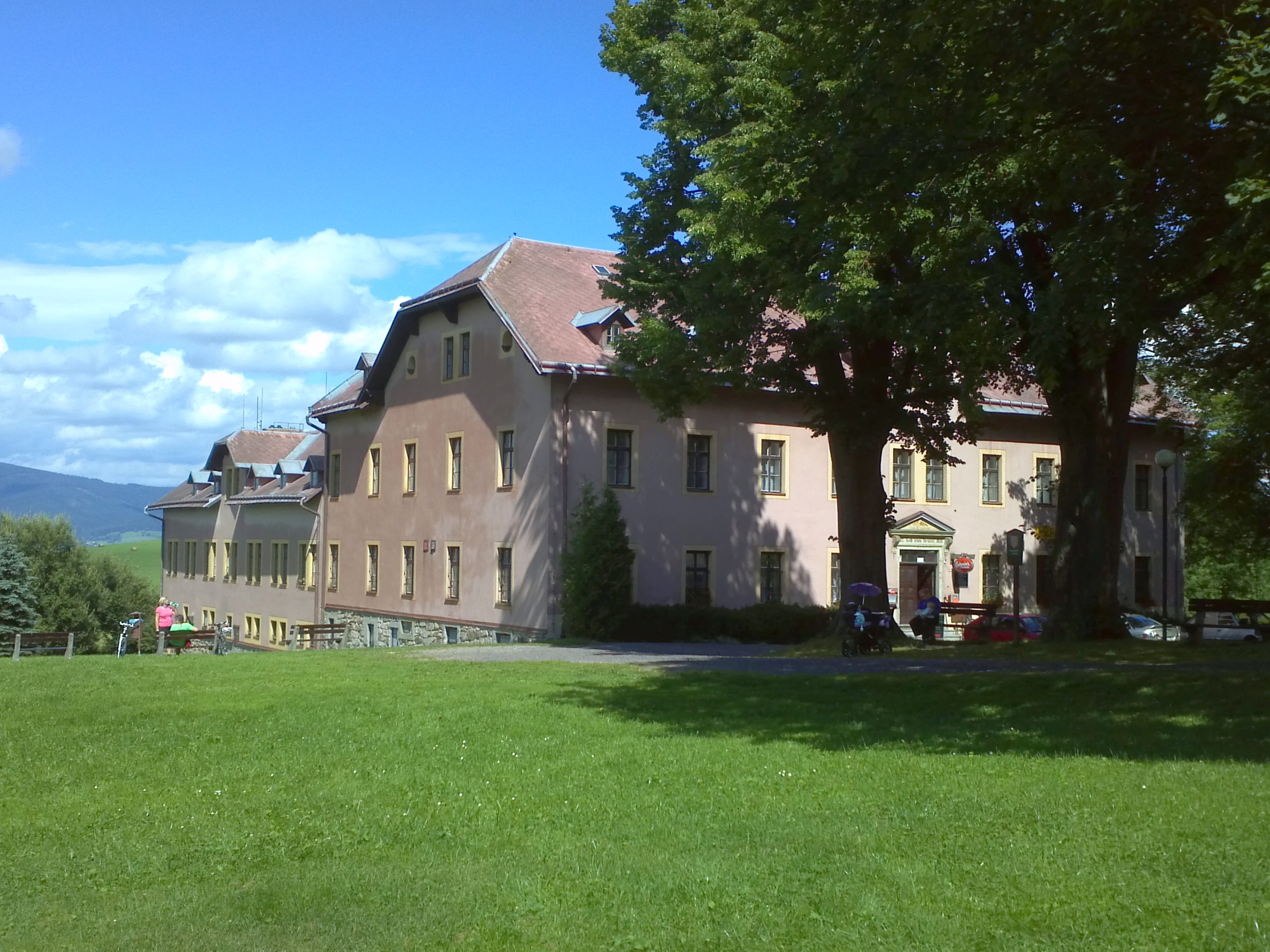
Poutní dům

Po navrácení domu do majetku řádu kongregace redemptoristů, v roce 1990, započaly rekonstrukce. Oprava domu, která byla dokončena na přelomu let 1993 a 1994, byla provedena díky sbírce bývalých německých občanů. Poutní dům tak znovu začal plnit svou funkci ubytování pro poutníky i turisty. Po generální opravě ho požehnal 5. ledna 1994 královéhradecký biskup Karel Otčenášek.
Po roce 2010 redemptoristé definitivně odcházejí z Hory Matky Boží. Teprve v roce 2015, kdy došlo k vyrovnání mezi státem a církvemi, získal ho řád redemptoristů zpět do svého vlastnictví, včetně pozemku pod ním, a také s dalšími pozemky v jeho okolí.
V roce 2017 koupilo Poutní dům Biskupství královéhradecké s úmyslem upravit dům na poutním místě pro rekreační pobyty. Provoz od té doby zajišťuje společnost HMB Králíky zřízená Biskupstvím královéhradeckým. Na podzim 2019 byla zahájena generální oprava Poutního domu. V červenci 2020 byla pro veřejnost otevřena zrekonstruovaná Restaurace svatého Josefa a v červnu 2021 byl pro poutníky a turisty otevřen celý Poutní dům.
Dne 1. května 2021 vysvětil pomocný biskup královéhradecký Mons. Josef Kajnek nově zřízenou kapli svatého Josefa.
Poutní dům požehnal diecézní biskup královéhradecký Jan Vokál dne 28. června 2021.

## Představení komunity redemptoristů
- 1999–2004 – P. Josef Groz CSsR
- 2004–2008 – P. Josef Michalčík CSsR
- 2008–2009 – P. Anton Verbovský CSsR

## Přístup
- pěší
  - poutní Křížová cesta vede lipovou alejí přímo z okraje města Králíky vzhůru prudce do kopce (cesta zde vede prakticky po spádnici)
  - turistická cesta
    - cesta od Červené Vody, od jihozápadu
    - cesta z Králík, oklikou přes Dolní Hedeč, po turistické značce údolím vzhůru podél potoka (asi 2,5 kilometru)
- silniční
  - vedlejší silnice vede od Červené Vody
  - hlavní silnice vede z Králík přes Dolní Hedeč